# Phaethon rubricauda
El ave del trópico de cola roja (Phaethon rubricauda), también llamado rabijunco colirrojo o faetón colirrojo, es una especie de ave de la familia Phaethontidae que se observa en la isla Salas y Gómez y en la isla de Pascua donde se le conoce como tavake.

## Galería

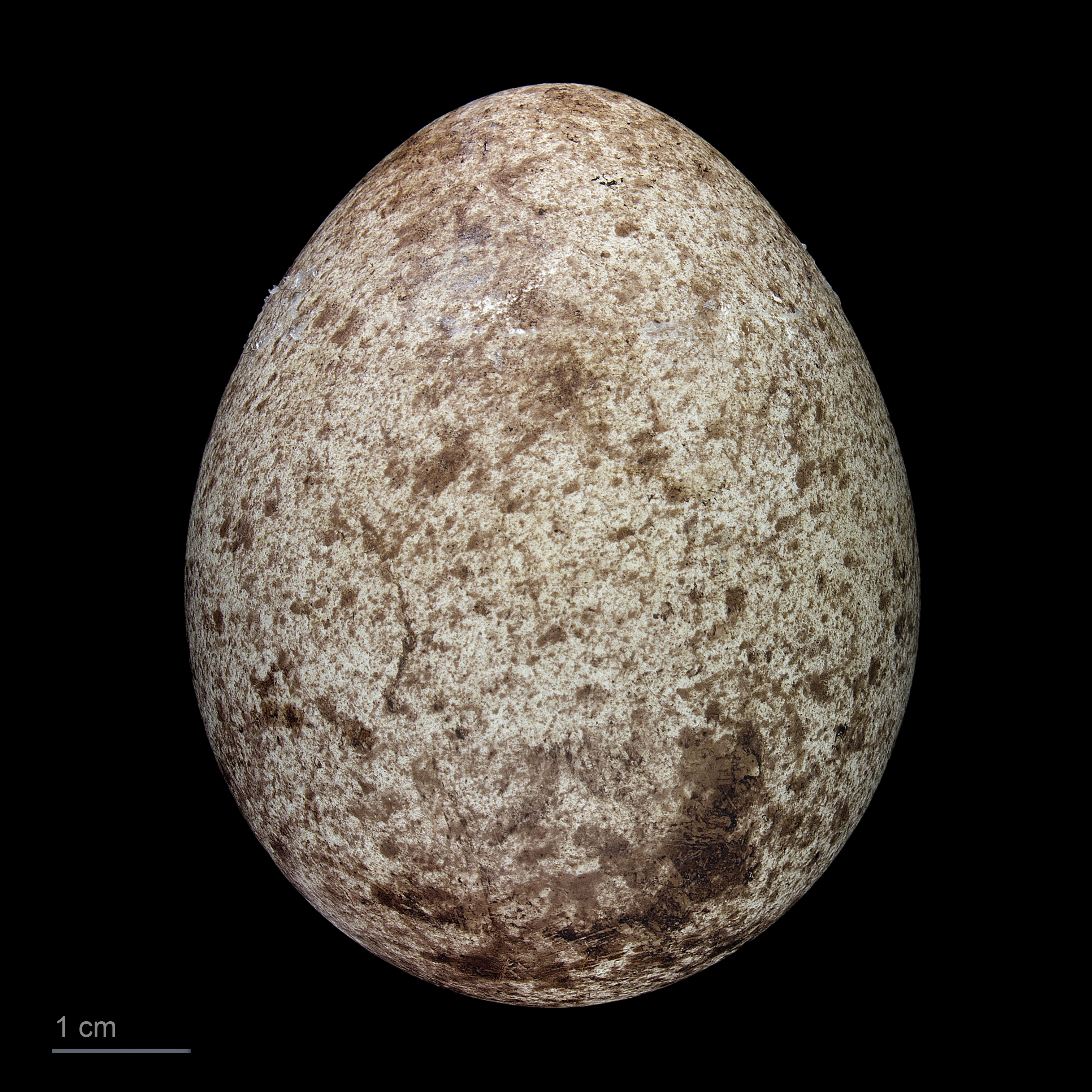
Phaethon rubricauda (MHNT)
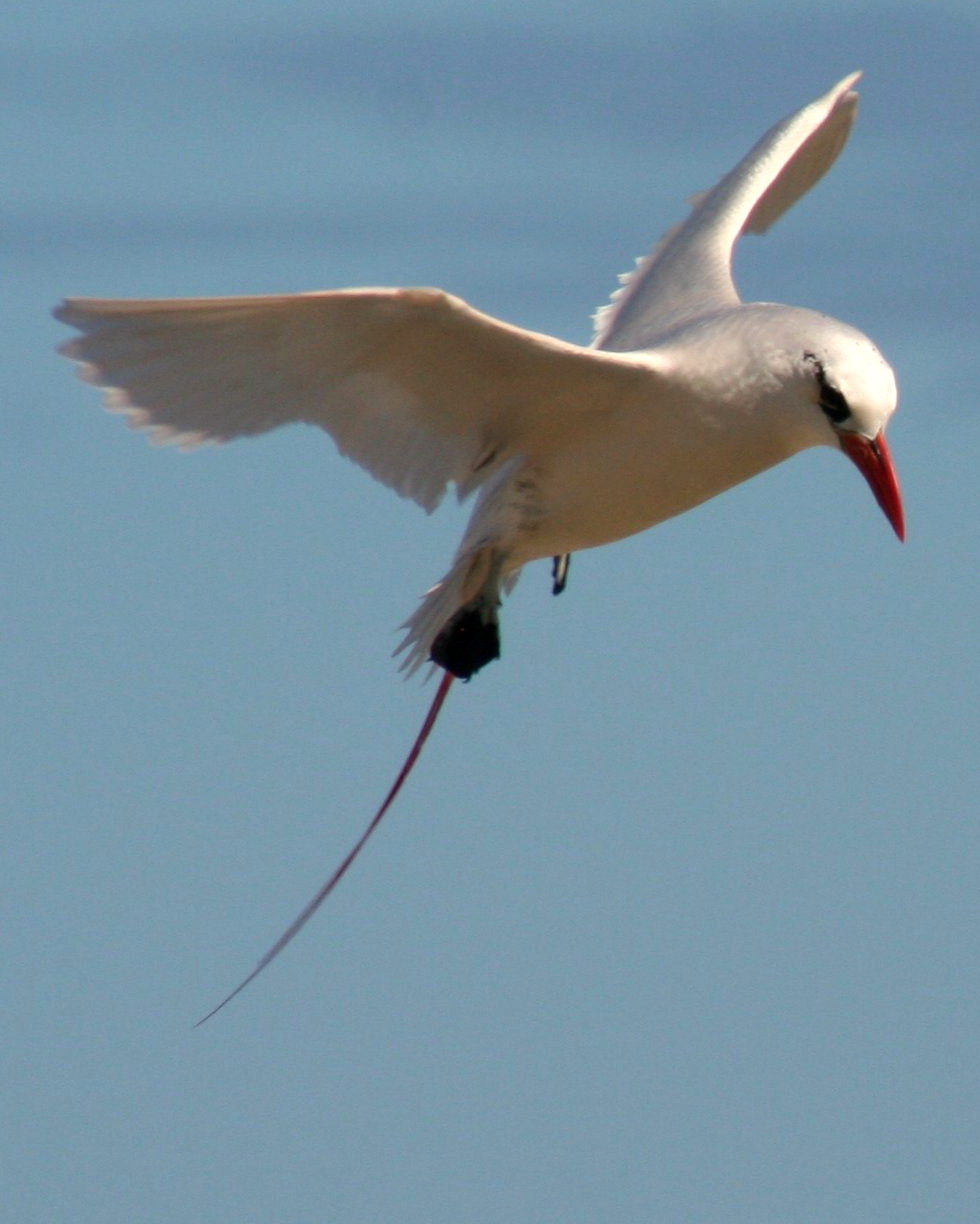
El ave del trópico de cola roja